# Un autre midi

Logo de l'émission

Un autre midi est une émission de télévision animée par Victor Robert et diffusée sur Canal+ à partir de septembre 2010, le samedi à 11 h 45. Sont présents des polémistes et chroniqueurs comme Élise Chassaing et Marie Colmant.
L'émission s'est arrêtée en 2011 pour laisser place au News Show, présenté par Ariane Massenet.